# Grace (Vučitrn)
Pour les articles homonymes, voir Grace.
Gracë en albanais et Grace en serbe latin (en serbe cyrillique : Граце) est une localité du Kosovo située dans la commune/municipalité de Vushtrri/Vučitrn et dans le district de Mitrovicë/Kosovska Mitrovica. Selon le recensement kosovar de 2011, elle compte 424 habitants.

## Démographie

### Évolution historique de la population dans la localité
| 1948 | 1953 | 1961 | 1971 | 1981 | 1991 | 2011 |
| ---- | ---- | ---- | ---- | ---- | ---- | ---- |
| 480  | 569  | 587  | 723  | 540  | 574  | 424  |

|  |

### Répartition de la population par nationalités (2011)
En 2011, les Albanais représentaient 64,37 % de la population et les Serbes 35,38 %.